# Monumento al Bombero

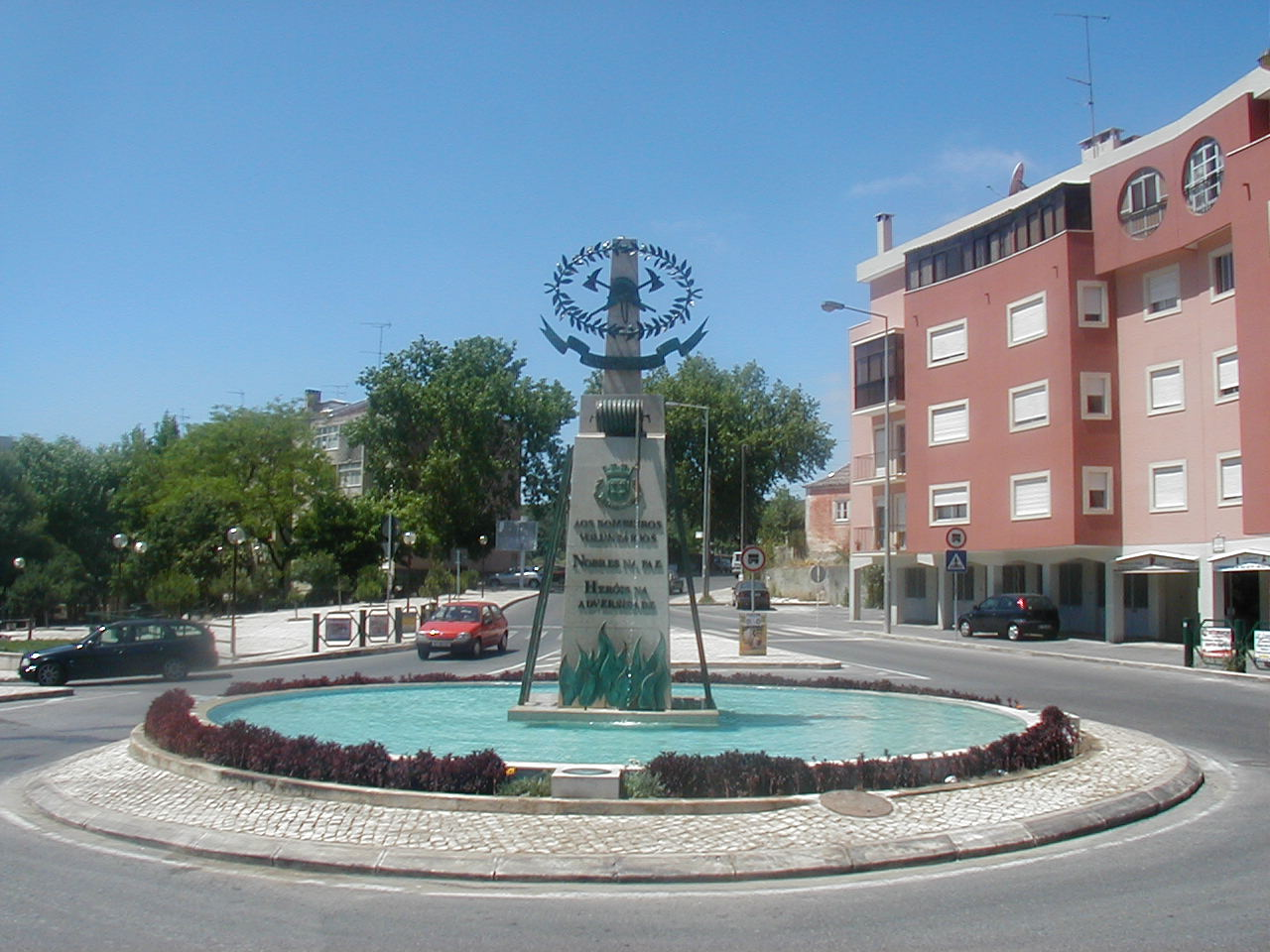
Monumento al Bombero en Belas - Sintra.

El Monumento al Bombero es una obra escultórica del artista portugués Carlos Bottelho, con elementos de bronce y hormigón y agua. Dedicado al Cuerpo de Bomberos de Belas, el monumento fue inaugurado el 24 de noviembre de 2002, por el Subsecretario de Estado del Ministerio del Interior, el alcalde de Sintra y el presidente del Consejo Parroquial.
La estatua fue inaugurada 35 años después de la tragedia de 1967, cuando las fuertes lluvias ocasionaron el desbordamiento del río Jamor, arrastrando consigo vidas humanas y propiedades.

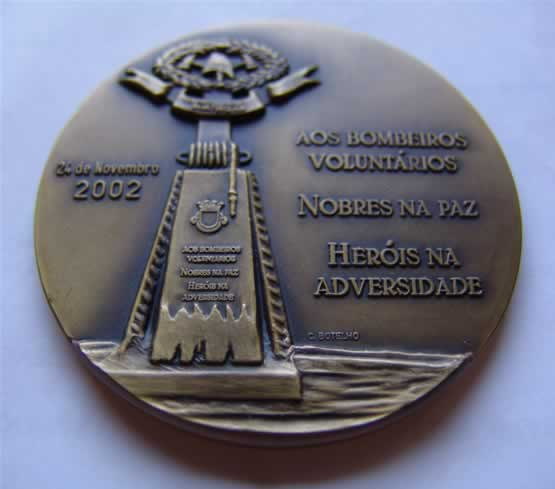
Medalla conmemorativa.